# Théorie psychanalytique de la dépression
 (mars 2025).
 (mars 2025).
- Si vous ne connaissez pas le sujet, laissez ce bandeau (vous pouvez alors contacter les auteurs).
- Si vous supprimez le contenu mis en cause (vous pouvez préalablement contacter les auteurs),

argumentez précisément cette suppression dans la page de discussion
(un manque de référence n'est pas un argument ; une recherche réelle de référence doit avoir été effectuée, être formellement documentée).
 (septembre 2024).
Si vous disposez d'ouvrages ou d'articles de référence ou si vous connaissez des sites web de qualité traitant du thème abordé ici, merci de compléter l'article en donnant les références utiles à sa vérifiabilité et en les liant à la section « Notes et références ».
Pour les psychanalystes Sacha Nacht et Paul C. Racamier, la théorie psychanalytique de la dépression décrit la dépression comme un état pathologique de souffrance psychique consciente et de culpabilité, accompagnée d'une réduction sensible des valeurs personnelles et d'une diminution de l'activité psychomotrice et organique, non attribuable à une déficience réelle. Il est par ailleurs indispensable de différencier une dépression d'un sentiment dépressif (ou dépressivité) ces dernières ne relevant pas du registre de la psychopathologie. Certains courants de la psychiatrie moderne confondent ces deux états et les traitent de la même manière — c'est-à-dire avec des antidépresseurs — ce qui recèle le risque de transformer l'une (le sentiment dépressif) en l'autre (dépression pathologique) avec les conséquences que l'on imagine notamment sur la durée de la souffrance ainsi induite.
La dépression, souffrance comparée au deuil, pose aussi la question de son statut en psychanalyse et notamment en psychopathologie psychanalytique : y a-t-il une unité clinique de la dépression ?  La dépression ne constitue pas une entité comme la névrose, elle n'est pas structure nosographique, là où en psychiatrie, la dépression constituerait un trouble mental à part entière.

## Figures de la dépression
Sur le modèle de la neurasthénie, la dépression est insuffisance nerveuse. 
Il ne suffit pourtant pas de poser une telle image — la psychanalyse a vu la dépression s'éclairer sous différentes lumières.

### Dépression actuelle
Karl Abraham isole la dépression en 1911. Il la distingue alors de la névrose d'angoisse. C'est que le névrosé, même dans l'actuel, souffre d'un désir qui fait face à l'interdit (voire qui découle de cette prohibition).
Le déprimé ne soutient plus un tel désir, son fantasme (car il y a encore fantasme) est troué. Néanmoins, la dépression s'entend comme effet économique de la frustration.
La dépression n'est donc pas une névrose d'angoisse, mais elle peut se rattacher à d'autres structures psychopathologiques. On peut trouver de la dépression dans différentes pathologies.

### Dépression chezSigmund Freud
Dès ses premiers textes, Freud repère une dépression, des affects dépressifs, tant caractérisés par le chagrin que l'abaissement de la conscience de soi, la perte de la capacité d'amour.
Dans Deuil et mélancolie, Freud compare le processus de travail psychique douloureux faisant suite à la perte d'un proche, à la mélancolie. Le schéma est celui du désinvestissement d'un objet pulsionnel qui soutenait le moi, auquel ce dernier s'était identifié. La personne se croyait un moi, et ce moi était inspiré de l'extérieur. Une fois cet extérieur perdu, c'est l'unité de la personne qui déchoit — déchéance face à la qualité de l'image moïque, et déchéance face aux fonctions du moi.
La mélancolie diffère du deuil en ce qu'il y a auto-reproche, culpabilité violente. La dépression reprend ce modèle : elle est une petite mélancolie. Le désir existe encore, le moi survit, mais il y a pensée douloureuse, désinvestissement de la relation ; les symptômes de la mélancolie y sont simplement réduits. Cette qualification de la dépression comme petite mélancolie reprend d'ailleurs le modèle psychiatrique.
Freud repère également la dépression chez Léonard de Vinci. La dépression survient dans l'enfance au sujet de la curiosité sexuelle, de l'origine : l'enfant se demande d'où il vient et effectue quelques investigations. Mais rapidement il se trouve en danger : s'il découvrait provenir de son père — son grand rival — il en découvrirait un élément bien pénible. Lorsqu'il pressent que cette réponse, qu'il attendait tant, serait si difficile, l'enfant ne peut que faire face à la dépression.

### Devant le succès
Freud s'inspire d'une description de Friedrich Nietzsche : celle de Ceux qui échouent devant le succès (HTH Tome 2 en GF). Selon cette petite vignette presque clinique, certains échouent au moment où ils allaient enfin triompher. Ils ont tant attendu, et au moment où se présente l'occasion, ils deviennent fous, ne peuvent la saisir.
Pour Freud, il est clair que la frustration pouvait s'endurer, pouvait soutenir le désir et son sujet, tant qu'elle se présentait comme externe. La satisfaction était attendue, elle viendrait du dehors, plus tard. Dès lors que la frustration interne s'approche d'être révélée, elle en devient insoutenable. Le manque n'est plus susceptible d'être comblé — comment saurait-il demeurer manque de l'objet ?

## Dépression et autres pathologies

### Dépressionhystérique
La dépression hystérique se comprend comme déception : l'ennui de vivre (le fond de la plainte hystérique) s'oppose à l'activité de soutenir le désir de l'Autre. Ici, l'Autre s'avère décevant. Là où se faire désir de l'Autre dessinait l'exaltation hystérique, il y a rebuffade. 

Le deuil se repère là encore, comme métaphore de la dépression — ou plutôt la dépression y serait métaphorique d'un deuil, en ce qui est perdu, c'est l'estime portée à l'Autre.

### Dépressionobsessionnelle
Dans la névrose obsessionnelle, la dépression est expression de l'ambivalence. L'obsessionnel déprimé s'en veut de ses tendances sadiques ; il se les reproche car ces tendances coexistent avec un investissement amoureux de l'objet.

### Dépression etaddictions
Dans l'addiction, comme dans l'anorexie et la boulimie, se dégage un fond dépressif — œil du cyclone. L'état limite se fonde sur une dépression anéantissant la névrose au sens classique... Marque de la dépression comme transcendant les entités psychopathologiques, pouvant éclore tant par moments que durablement.

## Position dépressive
La théorie d'une position dépressive décrit la dépression comme retour à ce moment de formation du Moi. Il s'agit donc d'une reviviscence, ou encore, selon Donald Winnicott, de la seule manière de penser à son moi.
Pour Melanie Klein, l'enfant quitte la folie du nourrisson lorsqu'il appréhende enfin sa mère comme objet total, comprenant que le bon et le mauvais cohabitent. Dès lors, le Moi peut se former, et naît d'une dépression : la douleur provenant du danger de haïr un objet qui est, désormais, tout autant le bon objet, la bonne mère. 
Cette angoisse d'endommager le bon objet réuni au mauvais, c'est l'angoisse dépressive.

### Demande
La dépression réenvisage la demande comme prépondérante : le désir se voit disqualifié. Cette primauté de la demande signifie bien régression à une position infantile, ayant déjà eu lieu dans le passé : elle est réactivation d'une impuissance de l'enfance.
Jacques Lacan décrira une lâcheté morale, non pas synonyme de faiblesse, de peur, de couardise, mais bien d'une élasticité fabuleuse du moral. L'expression est faite pour choquer ; le déprimé ne peut plus bien dire, le parlêtre se révèle dans toute sa défaillance. Alors que le symptôme était bénéfice, alors que le sujet était bonheur, la dépression est impossibilité d'énonciation.

## Métapsychologiede la dépression
Économiquement, la dépression est affaiblissement, chute, freinage ; l'excitation est en défaut. Au plan dynamique, le déprimé est en deçà du symptôme (lequel demande un compromis, entre le désir et l'interdit). 
La dépression est le corollaire d'une haine non reconnue à l'égard de l'objet qui nous a abandonnés ou déçus, et dont nous dépendons comme objet d'amour. Au plan topique, le Moi est vide, la relation d'objet se perd.

## Ouvrages généraux
- Alain Ehrenberg, La fatigue d'être soi, Odile Jacob 1998